# 哈维尔·埃斯库德
哈维尔·埃斯库德（西班牙語：Xavier Escudé，1966年5月17日—），西班牙男子曲棍球运动员。他曾代表西班牙参加1988年、1992年和1996年夏季奥林匹克运动会曲棍球比赛，其中1996年奥运会获得一枚银牌。

## 家庭
哥哥海梅·埃斯库德、伊格纳西奥·埃斯库德。
侄子波尔·阿马特、桑蒂·弗雷克萨。